# エムツー (ゲーム会社)
有限会社エムツー（英: M2 Co.,Ltd.）は、千葉県我孫子市に本社を置く日本のコンピュータゲームソフトウェア制作会社である。いわゆるレトロゲームの現行ハードウェアへの移植復刻で知られる。
かつて存在していたゲームメーカーであるコンパイルが遺した知的財産権のうち、『武者アレスタ』を除く「アレスタ」シリーズの版権を保有する。また2023年に株式会社ライトウェイトから、同社が保有していたPCエンジンの全ソフトの権利を譲渡された。
2016年にパブリッシャー化を発表し、過去のアーケードSTGタイトルを主軸とした「M2ショットトリガーズ」シリーズを自社からリリースしている。

## 社名の表記
社名は設立当時の商業登記法に基づく商業登記規則等がアルファベットでの登記を認めていなかったため「エムツー」が正式なものとなっている。2002年に商業登記規則等の改正によりアルファベットの使用が認められた以降においても社名は変更しておらず、公式ウェブサイト、SNSアカウントにおいてもエムツーの表記を使用している。そのため本項においても原則「エムツー」と表記する。

## 概要
経営理念として、「面白さ至上主義」を掲げ、テレビゲーム制作を通じて「面白いとは何か？」を追求し、変化を続ける世の中で娯楽という形で人々の生活を豊かにする事を目指すとしている。
もともとエムツーは活動を開始した1993年に移植開発をしたメガドライブ（MD）版『ガントレット』から、レトロゲームの移植を現在に至るまで連綿と続けている。ここで言う「移植」とは「オリジナルハード用のゲームプログラムを他機種でネイティブに動く形にリプログラミングし直す技術」を端的に表現したものだが、近年はそれらとは異なるエミュレーション技術を駆使した移植作品も多くなっている。これまでに手掛けた移植作は日本のメジャーゲームメーカー製のものが多いが、特にセガのゲームタイトル移植についてはPlayStation 2（PS2）の「セガエイジス2500シリーズ」（後半）に始まり、ニンテンドー3DSの『セガ3D復刻プロジェクト』・Nintendo Switch版『SEGA AGES』といった同社の復刻シリーズに長きに渡って担当し、深い繋がりを持っている他、2019年にセガゲームス（当時）が直接リリースした復刻系ゲーム機・メガドライブ ミニにプリインストールされるメガドライブ用ゲーム42作品（＋α）の移植を全て担当している。
セガ以外では、コナミ系作品（『ツインビー ポータブル』・『沙羅曼蛇 ポータブル』・『コナミ アーケード コレクション』・『PCエンジン mini』）、ナムコ系作品（『ナムコミュージアムDS』）、タイトー作品（『ダライアス コズミックコレクション』）などの移植タイトルに関わっている。
また、PS2『ファンタジーゾーン コンプリートコレクション』収録の『SYSTEM16版ファンタジーゾーンII』などの移植の枠に留まらないアレンジタイトルや『グラディウス リバース』『魂斗羅ReBirth』『ドラキュラ伝説 ReBirth』といったリメイクタイトルなども手掛ける。
開発タイトルは移植作が多くを占めるが、『デ・ジ・キャラット でじこミュニケーション』など少数ながら非移植系タイトルの開発も手掛けており、2013年には初の自社オリジナルIPタイトルとして『アホ毛ちゃんばら』をリリースした。
開発ライブラリがマルチプラットフォームであることを利用し、ゲーム機向けのタイトルでありながら、エミュレーションによらないWindowsネイティブなコードでの体験版を公開したこともある。
マルチプラットフォーム対応のアニメーション技術『E-mote』（エモート）を開発。他社製品での導入事例も存在する。2019年には「E-mote」を使い、オリジナルのノベルゲーム『Tokyo School Life』をNintendo SwitchとPC（Steam）にてリリースした。

## 沿革
- 1991年（平成3年）8月 - 創業。千葉県我孫子市青山台にて活動開始。
- 1993年（平成5年）9月 - ゲームセンターで知り合った縁の集まりで、勝手にX68000に移植していたアーケードタイトル「ガントレット」をTENGEN/ATARI GAMESに持ち込み、これをベースにメガドライブへ移植、同機用ソフトとして発売される。
- 1998年（平成10年）9月 - 人員を集め、企業体としての活動を本格的に開始。
- 2013年（平成25年）
  - 1月 - 本社を千葉県我孫子市天王台に移転。
  - 3月 - 2Dイラストを3Dのように動かせる「超・立体技術E-mote」のライセンス提供を開始。
- 2016年（平成28年）
  - 9月 - パブリッシャー化を表明。
  - 12月 - 自社パブリッシングタイトル第1弾「M2 shot Triggers」（エムツーショットトリガーズ）シリーズとして『バトルガレッガ Rev.2016』（PS4、翌2017年9月にXbox One）をリリース。
- 2023年（令和5年）
  - 7月 - ライトウェイトからPCエンジン用ゲームソフトの権利を同年3月に譲渡されたことを発表[1]。

## 主な所属者

### 現在
- 堀井直樹 - 代表取締役
- 南向春風 - イラストレーター、Flashムービー作家。2011年にニトロプラスのエイプリルフール企画動画（魔法少女まどか☆マギカのパロディ）を手掛ける。
- 井内ひろし - CGデザイナー、ゲームディレクター。元トレジャー、グレフで『レイディアントシルバーガン』、『斑鳩』などを手掛けたのち2013年にM2へ移籍。M2では『3D アフターバーナーⅡ 』スペシャルモードのディレクションを担当。シューティングゲーム『ウブスナ UBUSUNA』を開発中。
- 内藤時浩 - プログラマー。元T&E SOFTで『ハイドライドシリーズ』などを手掛けた[10]。
- 新宮佳浩 - プログラマー。M2では『アホ毛ちゃんばら』を担当。
- 長野敦也 - ディレクター。『M2 Shot Triggersシリーズ』担当。M2移籍前は同人ソフト『REVOLTER』や、『スタープラチナ』などのカスタムの一連の製品を手掛けた[11]。
- 久保田和樹 - ディレクター。『M2 Shot Triggersシリーズ』担当。
- ヒバナヨケル - 広報委員。元ケイブ。
- 田中周幸 - デザイナー。元ケイブで『怒首領蜂』などを手掛けた。

### 旧所属者・物故者
- 並木学 - ゲームミュージック作曲家。M2作品ではオリジナル楽曲の作曲、リメイク作品の楽曲編曲、移植時のサウンド解析作業などを手掛ける。2012年にベイシスケイプよりM2に移籍。2017年1月に退職しフリーランスとなる。
- 齊藤彰良 - ソフトシンセ環境「SCM」作者。ソフト音源ドライバ「SCM3LT」やFM音源エミュレーションライブラリ、編曲などを手掛けた。2016年2月16日に死去[12]。
- 駒林貴行 - 元中古販売店BEEP店員。M2が制作した移植を担当したPS2版「モンスターワールド コンプリートコレクション」の移植具合に不満があったために入社したという変わり種。在籍時代はM2ショットトリガーズの広報やメガドライブミニのディレクターを担当していた。2021年に退職して現在はキャット・ホイ商事合同会社代表。

### 関わりの深い人物
- 奥成洋輔 - セガエイジス2500シリーズ・セガ3D復刻プロジェクトプロデューサー、Nintendo Switch版「SEGA AGES」シリーズ シニアプロデューサー。
- 豊島隆志 - セガエイジス2500シリーズの一部の音源エミュレーションを担当）[13]他。
- 外山雄一 - ダライアス コズミックコレクション・GダライアスHD・レイズ アーケード クロノロジープロデューサー。

## 作品

### 移植作品
※詳細は該当リンクとM2公式サイトを参照。
| プラットフォーム                                      | タイトル | 備考 |
| ----------------------------------------------------- | --- | --- |
| MD                                                    | ガントレット | |
| MD / PS4 / Switch                                     | ダライアス エクストラバージョン ダライアス EXTRA Ver. | メガドライブ ミニに収録した物をMD用ROMカセット化したもの。 セガ側の都合上、メガドライブ用ではなく「MD用」となっている。 MD版を移植したダウンロードタイトルで、『ダライアス コズミックリベレーション』のAmazonプライムデー限定特典。 |
| GG                                                    | ガンスターヒーローズ | |
| DC / Windows                                          | サクラ大戦 | |
| PS2                                                   | オレたちゲーセン族（イー・アル・カンフー） | |
| PSP                                                   | ツインビー ポータブル | |
| PSP                                                   | 沙羅曼蛇 ポータブル | |
| DS                                                    | コナミ アーケード コレクション | |
| DS                                                    | ナムコミュージアムDS | |
| PS2                                                   | セガエイジス2500シリーズ Vol.20 スペースハリアーII～スペースハリアー コンプリートコレクション～                                                                                | |
| PS2                                                   | セガエイジス2500シリーズ Vol.21 SDI&カルテット | |
| PS2                                                   | セガエイジス2500シリーズ Vol.24 ラストブロンクス -東京番外地- | |
| PS2                                                   | セガエイジス2500シリーズ Vol.25 ガンスターヒーローズ ～トレジャーボックス～ | |
| PS2                                                   | セガエイジス2500シリーズ Vol.28 テトリスコレクション | |
| PS2                                                   | セガエイジス2500シリーズ Vol.29 モンスターワールド コンプリートコレクション | |
| PS2                                                   | セガエイジス2500シリーズ Vol.30 ギャラクシーフォースII スペシャルエクステンデッドエディション                                                                                  | |
| PS2                                                   | セガエイジス2500シリーズ Vol.31 電脳戦機バーチャロン | |
| PS2                                                   | セガエイジス2500シリーズ Vol.32 ファンタシースター コンプリートコレクション | |
| PS2                                                   | セガエイジス2500シリーズ Vol.33 ファンタジーゾーン コンプリートコレクション | |
| PS2                                                   | 初代セガラリーチャンピオンシップ | 『セガラリー2006』の初回限定版に付属していた物 |
| Xbox 360                                              | オトメディウスG（ゴージャス!） | |
| Xbox 360                                              | 虫姫さま ふたりVer1.5 | |
| Wii                                                   | バーチャルコンソール | 全メガドライブ、マスターシステム、セガアーケードゲーム用ソフト MSX用ソフト（ALESTE、EGGYのみ） |
| 3DS                                                   | SDヒーロー総決戦 倒せ!悪の軍団 | 『ロストヒーローズ』封入特典 |
| 3DS                                                   | セガ3D復刻プロジェクトシリーズ（全16作品） | |
| 3DS                                                   | セガ3D復刻アーカイブスシリーズ（全3作品） | |
| 3DS                                                   | バーチャルコンソール | 全ゲームギア用ソフト |
| PS3 / Xbox 360                                        | セガエイジスオンライン （ベア・ナックルコレクション、ゴールデンアックスコレクション モンスターワールドコレクション、セガクラシックコレクション トージャム&アールコレクション） | |
| PS3 / Xbox 360                                        | カプコン アーケード キャビネット | ゴッチテクノロジーと共同 |
| PS3 / PSP                                             | NEOGEO Station | 全ネオジオ用ソフト |
| PS3 / PS Vita                                         | スペランカーコレクション | |
| PS Vita                                               | SF特攻空母ベルーガ 16ビット版 | 『龍が如く0 基本無料アプリ for PlayStation Vita』内でプレイできるミニゲーム |
| Wii U                                                 | バーチャルコンソール | 全ゲームボーイアドバンス用ソフト |
| Xbox One                                              | STEINS;GATE 0 | |
| Switch                                                | 聖剣伝説コレクション | |
| Switch                                                | ルーンファクトリー4スペシャル | HAKAMAと共同 |
| Switch                                                | SEGA AGESシリーズ（全19作品） | |
| Switch                                                | MS版ファイナルバブルボブル | MS版『ファイナルバブルボブル』を移植したダウンロードタイトルで、 『バブルボブル 4 フレンズ』のAmazonサイバーマンデー限定特典。 |
| Switch                                                | MD版スペースインベーダー90 | MD版『スペースインベーダー90』を移植したダウンロードタイトルで、 『スペースインベーダー インヴィンシブルコレクション』のAmazonプライムデー限定特典。                                                                                |
| Switch                                                | ナムコットコレクション | B.B.スタジオと共同 |
| Switch                                                | FC版スーパー桃太郎電鉄 | FC版『スーパー桃太郎電鉄』を移植したダウンロードタイトルで、 『桃太郎電鉄 〜昭和 平成 令和も定番!〜』の早期購入特典。 |
| Switch                                                | GBA版パワポケダッシュ | GBA版『パワポケダッシュ』を移植したダウンロードタイトルで、『パワプロクンポケットR』の早期購入特典。 |
| Switch                                                | セガ メガドライブ for Nintendo Switch Online | |
| Switch                                                | 重装機兵ヴァルケン DECLASSIFIED | |
| Switch                                                | GB版サーガイア | GB版『サーガイア』を移植したダウンロードタイトルで、『ダライアス コズミックコレクション』のAmazonプライムデー限定特典。 |
| Switch                                                | SFC版スーパー桃太郎電鉄II | SFC版『スーパー桃太郎電鉄II』を移植したダウンロードタイトルで、 『桃太郎電鉄ワールド 〜地球は希望でまわってる!〜』の早期購入特典。                                                                                                  |
| PS4 / Switch / Steam                                  | ダライアス コズミックコレクション | |
| PS4 / Switch / Steam                                  | ダライアス コズミックリベレーション | 『GダライアスHD』・『GダライアスVer.2』のみ。 Steam版の『GダライアスHD』単体ゲームとして販売。 |
| PS4 / Switch / Steam                                  | レイズ アーケード クロノロジー | |
| PS4 / Xbox One / Steam                                | NAMCO MUSEUM ARCHIVES | B.B.スタジオと共同 |
| PS4 / Switch / Xbox One / Steam                       | 悪魔城ドラキュラアニバーサリーコレクション | |
| PS4 / Switch / Xbox One / Steam                       | 魂斗羅 アニバーサリーコレクション | |
| PS4 / Switch / Xbox One / Steam                       | ロックマンX アニバーサリー コレクション | |
| PS4 / Switch / Xbox One / Steam                       | Castlevania Advance Collection | |
| PS4 / Switch / Steam / iOS / Android / XSXS / Windows | 聖剣伝説 LEGEND OF MANA | HDリマスター版 |
| PS4 / PS5 / Switch / Steam / XSXS                     | METAL GEAR SOLID: MASTER COLLECTION Vol.1 | FC版メタルギア、Snake's Revenge、PS版メタルギアソリッド、 インテグラル、VR MissionsとSpecial Missionsの移植を担当。 |
| PS5 / Switch / Steam / XSXS                           | Castlevania Dominus Collection | |
| PS5 / Switch / Steam / XSXS                           | グラディウス オリジン コレクション | |
| メガドライブ ミニ                                     | | 日本版・東アジア版・欧州版・北米版に収録された全作品の移植を担当。 |
| ゲームギアミクロ                                      | | 収録された全作品の移植を担当。 |
| PCエンジン mini                                       | | 日本版・TurboGrafx-16 mini（北米版） PC Engine CoreGrafx mini（欧州版）に収録された全作品の移植を担当。 |
| メガドライブ ミニ2                                    | | 日本版・北米版に収録された全作品の移植を担当。 |
| PasocomMini PC-8801mkⅡSR                              | | 音源ドライバー「M2FM」のみ。 |
| Switch / Steam                                        | FC版月風魔伝 | FC版『月風魔伝』を移植したダウンロードタイトルで、 『Getsu Fuma Den: Undying Moon デジタルデラックスエディション』の早期購入特典。                                                                                                  |
| Switch / Steam                                        | オペレーション・ナイトストライカーズ | |
| Amazon Luna                                           | Contra Anniversary Collection | |
| Switch 2                                              | 龍が如く0 誓いの場所 Director's Cut | ゲーセンミニゲームとして収録 |

### オリジナル作品
| プラットフォーム   | タイトル                          | 発売元                           |
| ------------------ | --------------------------------- | -------------------------------- |
| Wii                | グラディウス リバース             | コナミデジタルエンタテインメント |
| Wii                | 魂斗羅ReBirth                     | コナミデジタルエンタテインメント |
| Wii                | ドラキュラ伝説 ReBirth            | コナミデジタルエンタテインメント |
| iOS / Android      | アホ毛ちゃんばら                  | エムツー                         |
| 3DS                | 魔神少女 エピソード3 -勇者と愚者- | フライハイワークス               |
| PS4 / PS5 / Switch | ザレスタ                          | コンパイルハート                 |
| アーケード         | 戦刃アレスタ                      | エムツー                         |

### パブリッシャー作品
- M2ショットトリガーズシリーズ

| プラットフォーム | タイトル                        | 備考                                           |
| ---------------- | ------------------------------- | ---------------------------------------------- |
| PS4              | バトルガレッガ Rev.2016         |                                                |
| PS4              | 弾銃フィーバロン                |                                                |
| PS4              | 魔法大作戦                      |                                                |
| PS4              | ケツイ Deathtiny ～絆地獄たち～ |                                                |
| PS4 / Switch     | エスプレイドΨ                   |                                                |
| PS4 / Switch     | アレスタコレクション            | ゲームギアミクロ限定版の「ホワイト」にも収録。 |
| PS4 / Switch     | 究極タイガーヘリ                |                                                |
| PS4 / Switch     | 飛翔鮫!鮫!鮫!                   |                                                |
| PS4 / Switch     | ゼロファイアー                  |                                                |
| PS4 / Switch     | 怒首領蜂大往生 臨廻転生         |                                                |
| Switch / Steam   | ナイトストライカーGEAR          |                                                |
| GG               | GGアレスタ3                     | アレスタコレクション内収録、実ROMは未発売。    |

以下はプラットフォーム未発表。
- 達人王
- アウトゾーン
- フィーバロン学園（仮） - 『弾銃フィーバロン』を元にしたオリジナル作品
- ザビガ
- B-WINGS
- メタルクラッシュ
- ラストミッション
- サイコニクス・オスカー
- アレスタブランチ（仮称）
- ガチ・シューティング（仮称）

### ミドルウェア
- E-mote